# William Phelps Tucker
William Henry Phelps, Jr. (San Antonio de Maturín, Venezuela, 25 de diciembre de 1902 - Caracas 13 de agosto de 1988) fue un empresario y ornitólogo venezolano. Fundador, junto con su padre William H. Phelps, de la primera estación de radio comercial de Venezuela: 1 Broadcasting Caracas, que más tarde se convertiría en el conglomerado de medios de comunicación conocido como Grupo 1BC.

## Biografía
William Phelps Tucker nació en San Antonio de Maturín, Estado Monagas, el 25 de diciembre de 1902, hijo del ornitólogo, explorador y empresario de origen estadounidense William Henry Phelps y de la venezolana de ascendencia inglesa Alicia Tucker.
Su formación académica la realiza en el exterior en el Colegio Lawrenceville de Nueva Jersey y posteriormente ingresó a la Universidad de Princeton donde obtuvo un grado de bachiller universitario en ciencias.
Después de su regreso a Venezuela, participa activamente junto con su padre en la fundación de la primera emisora de radio del país, la 1 Broadcasting Caracas (conocida inicialmente por su acrónimo '1BC', posteriormente como 'Radio Caracas', luego como 'Radio Caracas Radio' y finalmente por su acrónimo 'RCR') y la cual se localizaba en el edificio del Almacén Americano. Dicha emisora fue patrocinada por la empresa norteamericana la RCA Víctor. Posteriormente, se casó con Katherine Deery (Kathy Phelps), de origen australiano.
En estrecha relación con su padre, con quien trabaja inicialmente en calidad de asistente y luego como su colaborador más cercano así como en compañía de su esposa, emprenden investigaciones acerca de la naturaleza y fauna venezolanas, en particular sobre ornitología. 
La obra de ambos incluye cerca de 78 trabajos sobre avifauna venezolana, donde describen más de 200 aves nuevas para la ciencia, organizaron unas 100 expediciones llegando a coleccionar 1000 especies de aves conocidas en el país. 
La síntesis de este trabajo fue editada en 1950 con el título Lista de aves de Venezuela, con su distribución geográfica. De sus investigaciones resultó la creación del Museo de Ornitología de Caracas y la formación de una biblioteca de avifauna que figura entre las más importantes de Suramérica.
Como un reconocimiento a su actividad de investigación la Universidad de Exeter en el Reino Unido creó una beca para estudios de postgrado en zoología, distinguida con su nombre y destinada a estudiantes venezolanos.
En 1953 fundó la segunda televisora de Venezuela: Radio Caracas Televisión la cual transmitió por VHF desde su inauguración hasta 27 de mayo de 2007, fecha en que fue expropiada y estatizada por el presidente Hugo Chávez. 
En 1965 se encarga de la curaduría de la Colección Phelps fundada por su padre en 1938 junto a su esposa Kathleen. Se le considera la colección ornitológica más grande de Latinoamérica y la privada más extensa del mundo. Es un recurso de estudio obligatorio sobre aves tropicales para los expertos que desean conocer más sobre esta área. Actualmente, la Colección Phelps cuenta con un patrimonio de 80 000 ejemplares de aves en plumas, mil conservadas en alcohol y 1500 esqueletos.
En marzo de 1967 realiza el primer aterrizaje con éxito en el tepuy Sarisariñama en el Escudo Guayanés. En febrero de 1974 participa en una expedición dirigida por Charles Brewer-Carías para explorar las simas o sumideros del Sarisariñama acompañado por varios científicos tales como el botánico Julian Steyermark, los orquideólogos Stalky Dunsterville y su esposa Nora. Sus resultados mostraron que los sumideros del Sarisariñama constituyen un ecosistema único en el planeta con especies de plantas y animales endémicos nuevos para la ciencia. Su padre había sido elegido Miembro de Número de la Academia Venezolana de las Ciencias (Sillón XVIII). Al morir en 1965, William fue elegido para ocupar el mismo sillón. 
Phelps Tucker murió en Caracas el 13 de agosto de 1988.

## Obras
- Phelps, William H.  y  PHELPS T, WILLIAM H.  1950: “Lista de las aves de Venezuela con su distribución, Parte 2. Passeriformes”. Boletín de la Sociedad Venezolana de Ciencias Naturales. 12:1-427.
- Phelps, William H.  y  PHELPS T, WILLIAM H.  1958: “Lista de las aves de Venezuela con su distribución, Tomo 2. Parte 1. No-Passeriformes”. Boletín de la Sociedad Venezolana de Ciencias Naturales. 19:1-317.
- Phelps, William H.  y  PHELPS T, WILLIAM H.  1959: “Two new subspecies of bird from the San Luis Mountain of Venezuela and distributional notes”. Proceedings of de Biological society of Washington. 72:121-126.
- Phelps, William H.  y  PHELPS T, WILLIAM H.  1963: “Lista de las aves de Venezuela con su distribución, Tomo 1. Parte 2. Passeriformes”. Boletín de la Sociedad Venezolana de Ciencias Naturales. 24:1-479.
- PHELPS T, WILLIAM H. 1962: “Cuarenta y nueve aves nuevas para la avifauna del cerro Uei-Tepui (Cerro del Sol) ”. Editorial Sucre. Caracas – Venezuela.
- PHELPS, WILLIAM H. 1963: “Lista de las aves de Venezuela con su distribución”. 2.ª ed. Editorial Sucre. Caracas – Venezuela.
- PHELPS T, WILLIAM H.  y RODOLPHE MEYER DE SCHANENSE. 1979: “Una guía de las aves de Venezuela”. Gráficas Armitano, C. A. Caracas - Venezuela
- PHELPS T, WILLIAM H.  y RAMÓN AVELEDO OSTOS. 1984: “Dos nuevas subespecies de aves (Troglodytidae, Fringillidae) del cerro Marahuaca, territorio Amazonas Editorial Sucre. Boletín de la Sociedad Venezolana de Ciencias Naturales.XXXIX(142):5-10.
- MEYER DE SCHAUENSEE, RODOLPHE & PHELPS, WILLIAM H. PHELPS, JR. 1964: “A guide to the Birds of Colombia”. The Academy of Natural Sciences of Philadephia.